# (12321) Zurakowski
(12321) Zurakowski est un astéroïde de la ceinture principale.

## Description
(12321) Zurakowski est un astéroïde de la ceinture principale. Il fut découvert le 4 août 1992 à l'observatoire Palomar par Henry E. Holt. Il présente une orbite caractérisée par un demi-grand axe de 2,22 UA, une excentricité de 0,22 et une inclinaison de 4,9° par rapport à l'écliptique.

## Compléments